# Timeless 2013
Timeless 2013 — шестой концертный тур французской певицы  Милен Фармер в поддержку альбома Monkey Me. Тур стартовал во дворце спорта Берси в Париже 7 сентября 2013 года и закончился в Ницце 6 декабря. Во время концертов Милен исполняла двадцать песен и меняла шесть костюмов, автором которых является Жан-Поль Готье.

## История
После выхода сингла A l’ombre было объявлено о новом туре, который состоялся в 2013 году. Продажи билетов были анонсированы на 4 октября. Только за первую неделю было продано более 200 000 билетов.

## Сет-лист

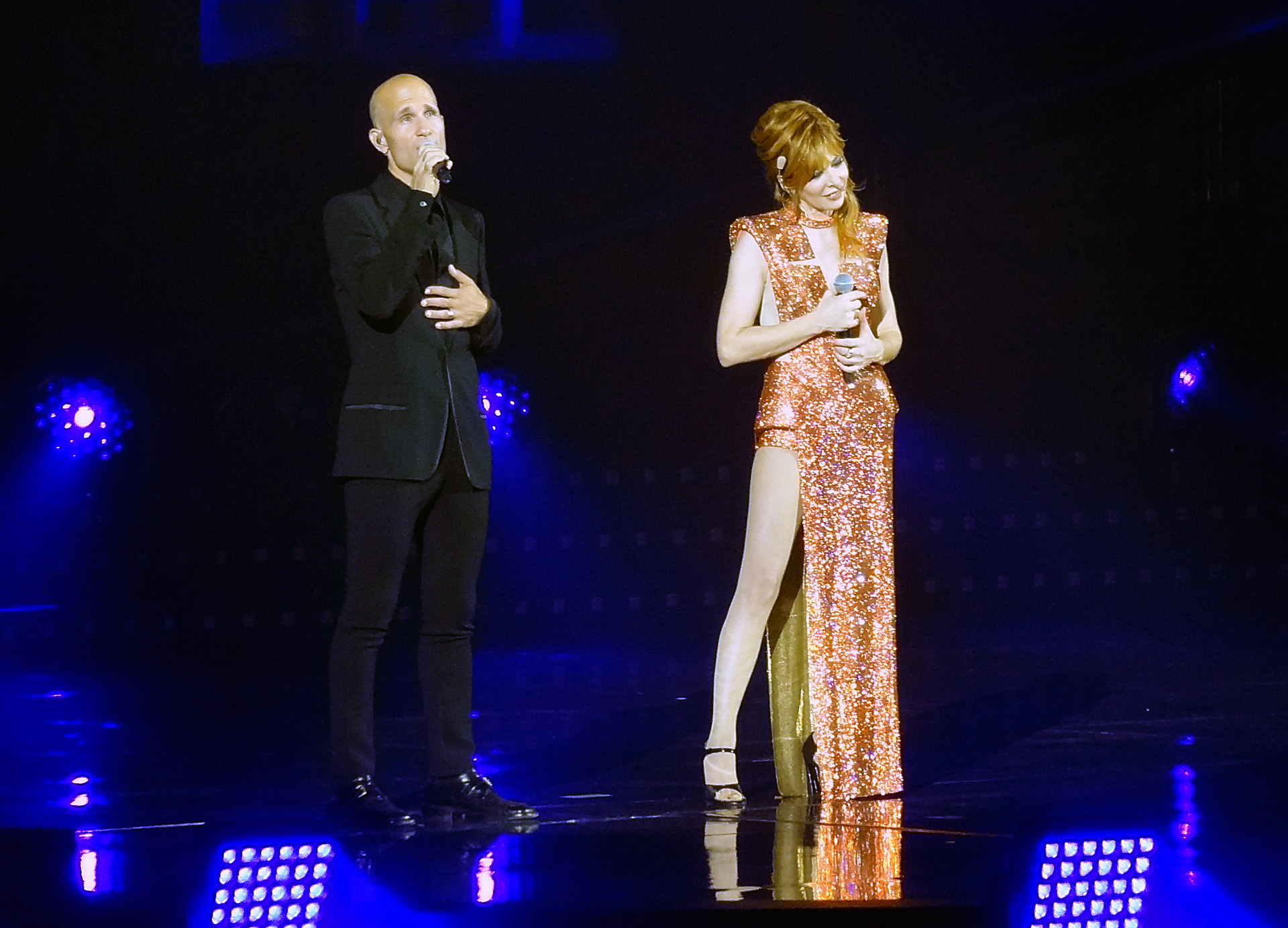
Милен Фармер в дуэте с Гэри Джулсом (сентябрь 2013)

Сет-лист концерта состоит из двадцати песен, три из которых дуэты. Песню Slipping Away Милен исполняет с проекцией Моби, а песни Les Mots и Mad World Милен поёт в дуэте с Гэри Джулсом.
1. «À force de…»
2. «Comme j’ai mal»
3. «C’est une belle journée»
4. «Monkey Me»
5. «Slipping Away (Crier la vie)» (виртуальный дуэт с Моби)
6. «Elle a dit» (в России заменена на «L’Amour n’est rien…»)
7. «Oui mais... non»
8. «Mad World» (дуэт с Гэри Джулсом)
9. «Les mots» (дуэт с Гэри Джулсом)
10. «Je te dis tout»
11. «Et pourtant…»
12. «Désenchantée»
13. «Bleu Noir» («Elle a dit» в Минске)
14. «Diabolique mon ange»
15. «Sans contrefaçon»
16. «Je t’aime mélancolie»
17. «XXL»
18. «À l’ombre»
19. «Inséparables» (В России исполнялась на английском языке)
20. «Rêver»

## Даты тура
| Дата              | Город           | Страна    | Концертная площадка        |
| ----------------- | --------------- | --------- | -------------------------- |
| Сентябрь 7, 2013  | Париж           | Франция   | Дворец спорта Берси        |
| Сентябрь 8, 2013  | Париж           | Франция   | Дворец спорта Берси        |
| Сентябрь 10, 2013 | Париж           | Франция   | Дворец спорта Берси        |
| Сентябрь 11, 2013 | Париж           | Франция   | Дворец спорта Берси        |
| Сентябрь 13, 2013 | Париж           | Франция   | Дворец спорта Берси        |
| Сентябрь 14, 2013 | Париж           | Франция   | Дворец спорта Берси        |
| Сентябрь 17, 2013 | Париж           | Франция   | Дворец спорта Берси        |
| Сентябрь 18, 2013 | Париж           | Франция   | Дворец спорта Берси        |
| Сентябрь 20, 2013 | Париж           | Франция   | Дворец спорта Берси        |
| Сентябрь 21, 2013 | Париж           | Франция   | Дворец спорта Берси        |
| Сентябрь 24, 2013 | Лион            | Франция   | Halle Tony Garnier         |
| Сентябрь 25, 2013 | Лион            | Франция   | Halle Tony Garnier         |
| Сентябрь 27, 2013 | Лион            | Франция   | Halle Tony Garnier         |
| Сентябрь 28, 2013 | Лион            | Франция   | Halle Tony Garnier         |
| Октябрь 1, 2013   | Монпелье        | Франция   | Park&Suites Arena          |
| Октябрь 2, 2013   | Монпелье        | Франция   | Park&Suites Arena          |
| Октябрь 5, 2013   | Монпелье        | Франция   | Park&Suites Arena          |
| Октябрь 8, 2013   | Нант            | Франция   | Zénith de Nantes Métropole |
| Октябрь 9, 2013   | Нант            | Франция   | Zénith de Nantes Métropole |
| Октябрь 11, 2013  | Нант            | Франция   | Zénith de Nantes Métropole |
| Октябрь 12, 2013  | Нант            | Франция   | Zénith de Nantes Métropole |
| Октябрь 15, 2013  | Страсбург       | Франция   | Zénith de Strasbourg       |
| Октябрь 16, 2013  | Страсбург       | Франция   | Zénith de Strasbourg       |
| Октябрь 18, 2013  | Женева          | Швейцария | Palexpo                    |
| Октябрь 19, 2013  | Женева          | Швейцария | Palexpo                    |
| Октябрь 27, 2013  | Минск           | Беларусь  | Минск-Арена                |
| Ноябрь 1, 2013    | Москва          | Россия    | СК «Олимпийский»           |
| Ноябрь 4, 2013    | Санкт-Петербург | Россия    | СКК «Петербургский»        |
| Ноябрь 13, 2013   | Брюссель        | Бельгия   | Palais 12                  |
| Ноябрь 15, 2013   | Брюссель        | Бельгия   | Palais 12                  |
| Ноябрь 16, 2013   | Брюссель        | Бельгия   | Palais 12                  |
| Ноябрь 20, 2013   | Дуэ             | Франция   | Gayant Expo                |
| Ноябрь 22, 2013   | Дуэ             | Франция   | Gayant Expo                |
| Ноябрь 23, 2013   | Дуэ             | Франция   | Gayant Expo                |
| Ноябрь 26, 2013   | Тулуза          | Франция   | Zénith de Toulouse         |
| Ноябрь 27, 2013   | Тулуза          | Франция   | Zénith de Toulouse         |
| Ноябрь 30, 2013   | Тулуза          | Франция   | Zénith de Toulouse         |
| Декабрь 3, 2013   | Клермон-Ферран  | Франция   | Zénith d’Auvergne          |
| Декабрь 6, 2013   | Ницца           | Франция   | Palais Nikaia              |

## Запись
Запись видео концерта осуществлялась в Лионе на базе четырёх концертов 24, 25, 27 и 28 сентября в зале Тони Гарнье. Релиз концертного альбома состоялся 9 декабря 2013 года.

## Оформление сцены
Оформление сцены разрабатывал Марк Фишер, он же создавал декорации для туров 2006 и 2009 года. Декорации строила компания Artefact, известная по работе над прошлыми шоу Фармер. На сцене уже во время третьей песни «C’est une belle journée» появляются танцующие роботы.

## Организаторы
Здесь перечислены люди, работавшие над концертом:

| - Продюсер: Тьерри Сюк - Концепция спектакля: Милен Фармер и Лоран Бутонна Музыканты: - Клавишные : Eric Chevalier - Гитара: Bernard Gregory Suran Jr / Peter Thorn - Бас : Jonathan Button - Барабаны : Charles Paxson - Бэк-вокал : Estha Divine / Johanna Manchec - Хореография: Милен Фармер и Кристофер Даншо (Désenchantée, Sans contrefaçon, Je t’aime mélancolie, C’est une belle journée), Фрэнк Депланш для A l’ombre, Дэвид Лейтон для Oui mais… Non - Танцоры: Aziz Baki, Nicholas Menna, Manuel Gouffran, Raphael Baptista, Ivo Bauchiero, Mehdi Baki. | - Декорации: Марк Фишер и Рик Липсон - Автор прически: Джон Нолле - Макияж: Кэрол Ласнье - Костюмы: Жан-Поль Готье - Музыкальный директор: Иван Кассар - Причёска: Frédéric Birault - Физическая подготовка Милен к туру: Hervé Lewis - Тренер по вокалу: Karen Nimereala - Продюсирование шоу: Betty Monkey et TS3 - Световое оформление концертов: Dimitri Vassiliu - Фоновые изображения: Eve Ramboz, Luc Froehlicher, Laszlo Bordos. |